# Сафиуллин, Роман Ришатович
Рома́н Риша́тович Сафиу́ллин (род. 7 августа 1997, Подольск) — российский теннисист. Победитель одного юниорского турнира Большого шлема в одиночном разряде (Открытый чемпионат Австралии-2015).

## Общая биография
Сафиуллин родился в Подольске в семье татарина (Ришат) и русской (Марина). У него есть сестра — Юлия.
Женат на Людмиле Смолановой.
Начал играть в теннис в 4 года под руководством своего отца. Вдохновлялся игрой Новака Джоковича и Роджера Федерера, а мотивировали его земляки — Даниил Медведев, Андрей Рублёв и Карен Хачанов, с которыми Сафиуллин играл на юниорском уровне. Любимое покрытие — хард; любимые турниры — Москва и Санкт-Петербург. Во взрослый теннис Сафиуллин перешёл под руководством хорвата Марина Брадарича, также работал с Михаилом Брилем. Некоторое время жил в Минске, где тренировался под руководством Егора Яцыка. В декабре 2022 года они завершили сотрудничество, а новым тренером Романа стал Андрей Кузнецов.

## Спортивная карьера

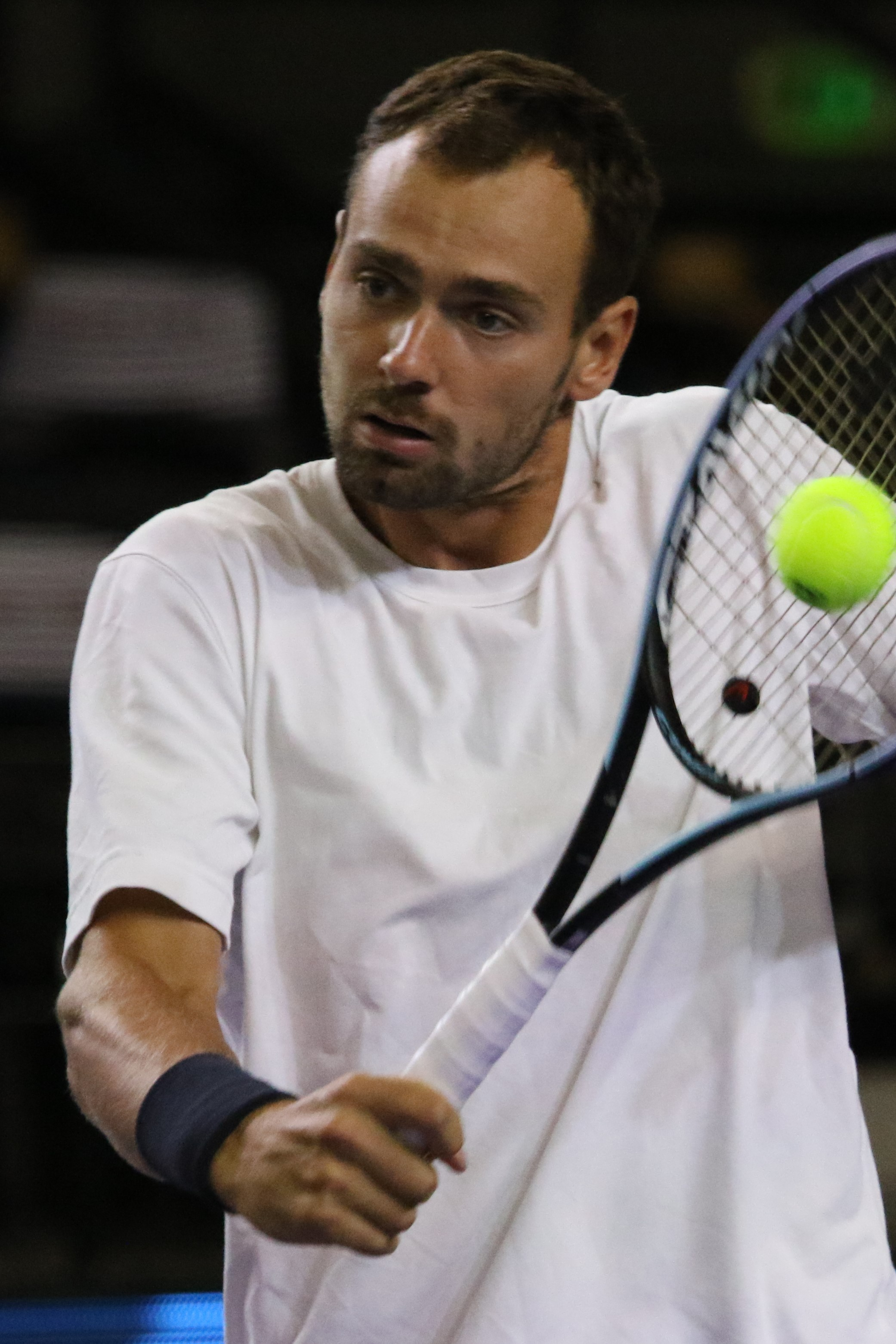
Сафиуллин в 2021 году

Бывшая вторая ракетка мира в юниорском рейтинге. На юниорском уровне, помимо титула на Открытом чемпионате Австралии, в 2014 году выиграл Trofeo Bonfiglio Grade A, победив Андрея Рублёва в финале.

### 2020: первые победы на челленджерах
В феврале Сафиуллин завоевал титулы в одиночном и парном разряде (с Павлом Котовым) на турнире серии «челленджер» во французском Шербуре.

### 2021: дебют на турнирах Большого шлема
В 2021 году Сафиуллин впервые сыграл на турнирах Большого шлема — дошёл до второго раунда в Австралии, победив Илью Ивашко. Также через квалификацию дошёл до второго раунда Открытого чемпионата Франции, одолев Карлоса Табернера. В итоге 14 июня Сафиуллин поднялся на 156-е место в рейтинге ATP.

### 2022: Кубок ATP, топ-100 рейтинга ATP
В январе Сафиуллин выступал за сборную России на Кубке ATP, проведя весь турнир в паре с Даниилом Медведевым. Обыграв на групповом этапе Францию, Австралию и Италию, Сафиуллин и Медведев вышли в полуфинал турнира с первого места в группе B. Роман и Даниил выиграли все три парных матча на групповом этапе. В полуфинале сборная России уступила сборной Канады.
На Открытом чемпионате Австралии-2022 Сафиуллин преодолел квалификацию как лаки-лузер после снятия Каспера Рууда, однако в первом же раунде проиграл Алексу Молчану.
В феврале на турнире ATP 250 в Марселе Сафиуллин одержал дебютную победу над теннисистом из топ-10, обыграв Стефаноса Циципаса и выйдя в свой первый полуфинал ATP-тура.
Летом Сафиуллин выиграл «челленджеры» в Нур-Султане и Чикаго, что позволило ему впервые войти в топ-100 рейтинга ATP.

### 2023: четвертьфинал Уимблдона, дебют в топ-50 рейтинга

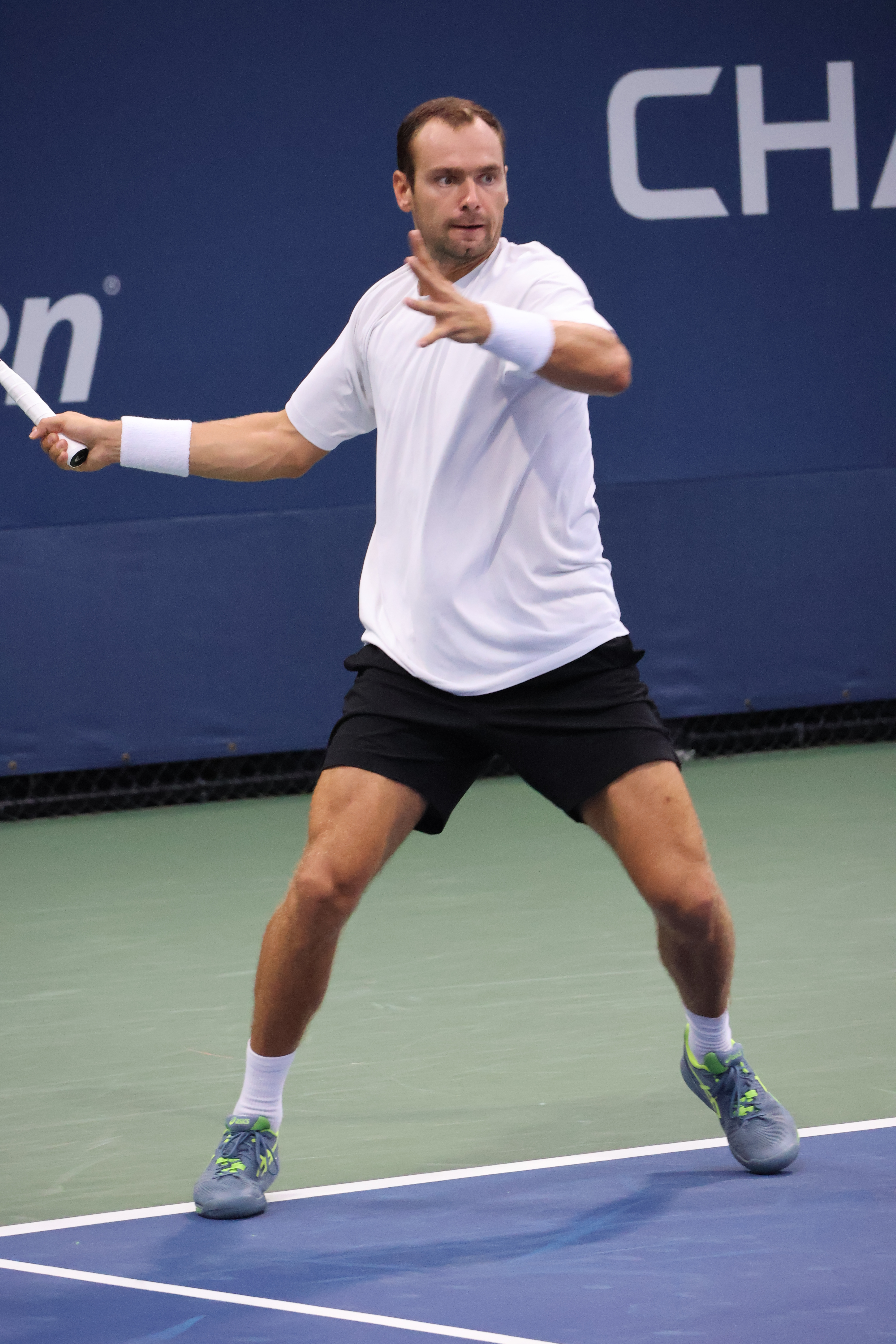
2023 год

В феврале Сафиуллин выиграл «челленджер» в немецком Кобленце, победив в финале Вашека Поспишила (6-2, 7-5), благодаря чему поднялся на рекордное для себя 82-е место в рейтинге ATP.
На турнире серии Мастерм в Мадриде Сафиуллин прошёл квалификацию и дошёл до третьего круга основной сетки, где уступил испанцу Бернабе Сапате Миральесу (3-6, 6-3, 3-6). На турнире серии Мастерс в Риме Сафиуллин вновь преодолел квалификацию и прошёл два раунда основной сетки, не отдав в этих матчах ни одного сета. В третьем раунде Роман проиграл Алексею Попырину (5-7, 5-7).
Открытый чемпионат Франции Сафиуллин пропустил из-за того, что забыл подать заявку на квалификацию. До начала квалификации Роман был первым запасным в случае снятия теннисистов в основной сетке (право не было реализовано), однако после старта квалификации места снимающихся занимают лаки-лузеры.
В июле на Уимблдоне, на котором он впервые сыграл в основной сетке, Сафиуллин показал свой лучший результат на турнирах Большого шлема. В первом раунде в пяти сетах Роман одолел 20-го сеянного Роберто Баутиста Агута, а во втором круге — в трёх сетах Корантена Муте. В третьем раунде Роман победил Гидо Пелью в трёх сетах, причём в последнем со счётом 6-0. Затем Сафиуллин обыграл Дениса Шаповалова (26-й номер посева) и впервые в карьере вышел в четвертьфинал турнира Большого шлема. Сафиуллин стал первым за 10 лет дебютантом Уимблдона, дошедшим до стадии 1/4 финала. В четвертьфинале Сафиуллин проиграл 8-му сеянному Яннику Синнеру со счётом 4-6 6-3 2-6 2-6. Таким образом, за один Уимблдонский турнир Сафиуллин выиграл сразу 4 матча, тогда как ранее за всю карьеру на турнирах Большого шлема он выиграл всего два. Благодаря успешному выступлению в Англии, Сафиуллин впервые в карьере вошёл в топ-50 мирового рейтинга, преодолев сразу около 50 позиций.
В сентябре в Чэнду впервые в карьере дошёл до финала турнира ATP, однако проиграл Александру Звереву — 7-6(7-2) 6-7 (5-7) 3-6. 25 сентября поднялся на высшее в карьере 41-е место в рейтинге. На турнире серии Masters 1000 в Шанхае взял реванш у Зверева, разгромив его 6-3 6-1, но затем проиграл Бену Шелтону (6-3 3-6 4-6).
31 октября 2023 года во втором круге турнира Masters 1000 в Париже обыграл вторую ракетку мира Карлоса Алькараса со счётом 6-3 6-4, хотя Алькарас и в первом, и во втором сетах вёл с брейками. Алькарас впервые в 2023 году проиграл в стартовом матче турнира. Это была третья в карьере Сафиуллина победа над игроком из топ-10 рейтинга.

## Рейтинг на конец года
| Год  | Одиночный рейтинг | Парный рейтинг |
| ---- | ----------------- | -------------- |
| 2023 | 39                | 420            |
| 2022 | 88                | 323            |
| 2021 | 167               | 377            |
| 2020 | 182               | 306            |
| 2019 | 255               | 605            |
| 2018 | 332               | 390            |
| 2017 | 498               | 1 258          |
| 2016 | 334               | 998            |
| 2015 | 884               |                |
| 2014 | 337               | 1 133          |

## Выступления на турнирах

### Финалы турнировATPв одиночном разряде (1)
| Легенда                     |
| --------------------------- |
| Турниры Большого шлема (0)* |
| Итоговый турнир ATP (0)     |
| ATP Мастерс 1000 (0)        |
| АТР 500 (0)                 |
| АТР 250 (0)                 |

| Титулы по покрытиям | Титулы по месту проведения матчей турнира |
| ------------------- | ----------------------------------------- |
| Хард (0)*           | Зал (0)                                   |
| Грунт (0)           | Зал (0)                                   |
| Трава (0)           | Открытый воздух (0)                       |
| Ковёр (0)           | Открытый воздух (0)                       |

* количество побед в одиночном разряде.

#### Поражения (1)
| №  | Дата             | Турнир       | Покрытие | Соперник в финале | Счёт              |
| 1. | 26 сентября 2023 | Чэнду, Китай | Хард     | Александр Зверев  | 7-6(2) 6-7(5) 3-6 |

### Финалы челленджеров и фьючерсов в одиночном разряде (30)

#### Победы (24)
| Условные обозначения |
| Челленджеры (5+1)*   |
| Фьючерсы (19+3)      |

| Титулы по покрытиям | Титулы по месту проведения матчей турнира |
| ------------------- | ----------------------------------------- |
| Хард (21+3)*        | Зал (4+1)                                 |
| Грунт (3+1)         | Зал (4+1)                                 |
| Трава (0)           | Открытый воздух (20+3)                    |
| Ковёр (0)           | Открытый воздух (20+3)                    |

* количество побед в одиночном разряде + количество побед в парном разряде.
| №   | Дата            | Турнир                      | Покрытие   | Соперник в финале        | Счёт            |
| 1.  | 20 апреля 2014  | Карши, Узбекистан           | Хард       | Темур Исмаилов           | 2-6 7-5 6-1     |
| 2.  | 10 августа 2014 | Казань, Россия              | Грунт      | Ричард Музаев            | 6-1 4-6 6-1     |
| 3.  | 9 ноября 2014   | Ираклион, Греция            | Хард       | Иван Бьелица             | 6-0 3-6 6-3     |
| 4.  | 16 ноября 2014  | Ираклион, Греция            | Хард       | Денис Бейтулахи          | 4-6 7-6(2) 6-4  |
| 5.  | 30 ноября 2014  | Анталья, Турция             | Хард       | Денис Мылокостов         | 4-6 7-6(2) 6-4  |
| 6.  | 7 декабря 2014  | Анталья, Турция             | Хард       | Фредерику Феррейра Силва | 6-1 1-2 — отказ |
| 7.  | 28 февраля 2016 | Анталья, Турция             | Хард       | Димитар Кузманов         | 3-6 7-5 7-5     |
| 8.  | 28 августа 2016 | Шарм-эш-Шейх, Египет        | Хард       | Михал Конечный           | 6-2 6-1         |
| 9.  | 2 октября 2016  | Мейтар, Израиль             | Хард       | Даниэль Цукерман         | 6-0 6-4         |
| 10. | 30 октября 2016 | Шарм-эш-Шейх, Египет        | Хард       | Пабло Виверо Гонсалес    | 6-2 7-6(5)      |
| 11. | 19 ноября 2017  | Шарм-эш-Шейх, Египет        | Хард       | Кем Илькель              | 7-5 7-6(3)      |
| 12. | 18 марта 2018   | Казань, Россия              | Хард (зал) | Джурабек Каримов         | 6-2 6-1         |
| 13. | 25 марта 2018   | Шарм-эш-Шейх, Египет        | Хард       | Ярослав Поспишил         | 6-1 6-1         |
| 14. | 28 октября 2018 | Тэйнинь, Вьетнам            | Хард       | Ли Хоанг Нам             | 7-6(7) 6-4      |
| 15. | 4 ноября 2018   | Тэйнинь, Вьетнам            | Хард       | Ли Хоанг Нам             | 7-6(5) 6-4      |
| 16. | 11 ноября 2018  | Нонтхабури, Таиланд         | Хард       | Санжар Файзиев           | 7-5 4-6 6-4     |
| 17. | 17 марта 2019   | Казань, Россия              | Хард (зал) | Санжар Файзиев           | 6-3 1-6 6-4     |
| 18. | 14 апреля 2019  | Шымкент, Казахстан          | Грунт      | Ален Авидзба             | 7-6(2) 6-2      |
| 19. | 21 апреля 2019  | Шымкент, Казахстан          | Грунт      | Владислав Манафов        | 7-5 6-3         |
| 20. | 16 февраля 2016 | Шербур-ан-Котантен, Франция | Хард (зал) | Роберто Маркора          | 6-4 6-2         |
| 21. | 24 июля 2022    | Нур-Султан, Казахстан       | Хард       | Денис Евсеев[en]         | 2-6 6-4 7-6(2)  |
| 22. | 14 августа 2022 | Чикаго, США                 | Хард       | Бен Шелтон               | 6-3 4-6 7-5     |
| 23. | 5 февраля 2023  | Кобленц, Германия           | Хард (зал) | Вашек Поспишил           | 6-2 7-5         |
| 24. | 18 августа 2024 | Кэри, США                   | Хард       | Маттиа Беллуччи          | 1-6 7-5 7-5     |

#### Поражения (6)
| №  | Дата             | Турнир               | Покрытие | Соперник в финале | Счёт           |
| 1. | 3 августа 2014   | Казань, Россия       | Грунт    | Антон Зайцев      | 3-6 4-6        |
| 2. | 7 февраля 2016   | Анталья, Турция      | Хард     | Хон Сон Чан       | 2-6 5-7        |
| 3. | 11 сентября 2016 | Шарм-эш-Шейх, Египет | Хард     | Анис Горбель      | 7-5 2-6 6-7(4) |
| 4. | 13 ноября 2016   | Шарм-эш-Шейх, Египет | Хард     | Михал Шмид        | 3-6 6-0 6-7(5) |
| 5. | 10 июня 2018     | Наманган, Узбекистан | Хард     | Кем Илькель       | 1-6 6-7(12)    |
| 6. | 5 мая 2019       | Наманган, Узбекистан | Хард     | Тим ван Рейтховен | 7-6(5) 5-7 4-6 |

### Финалы челленджеров и фьючерсов в парном разряде (11)

#### Победы (4)
| №  | Дата            | Турнир                   | Покрытие   | Партнёр            | Соперники в финале                 | Счёт               |
| 1. | 20 марта 2016   | Хаммамет, Тунис          | Грунт      | Ленни Хампель      | Иван Неделько Хенрик Силланпяя     | 6-1 6-3            |
| 2. | 29 апреля 2018  | Карши, Узбекистан        | Хард       | Константин Кравчук | Сакет Минени Виджай Сундар Прашант | 3-6 7-5 [10-7]     |
| 3. | 5 мая 2019      | Наманган, Узбекистан     | Хард       | Евгений Тюрнев     | Хумаюн Султанов Санжар Файзиев     | 7-6(5) 6-3         |
| 4. | 16 февраля 2020 | Шербур-Октевиль, Франция | Хард (зал) | Павел Котов        | Дан Аддед Альбано Оливетти         | 7-6(6) 5-7 [12-10] |

#### Поражения(7)
| №  | Дата            | Турнир               | Покрытие   | Партнёр            | Соперники в финале                    | Счёт               |
| 1. | 3 августа 2014  | Казань, Россия       | Грунт      | Марин Брадарич     | Александр Журбин Илья Шацкий          | 5-7 1-6            |
| 2. | 10 августа 2014 | Казань, Россия       | Грунт      | Александр Бублик   | Антон Зайцев Андрей Левин             | 1-6 3-6            |
| 3. | 28 августа 2016 | Шарм-эш-Шейх, Египет | Хард       | Михал Конечный     | Педру Бернарди Кристофер Диас Фигероа | 6-74 7-6(2) [7-10] |
| 4. | 18 марта 2018   | Казань, Россия       | Хард (зал) | Теймураз Габашвили | Александр Павлюченков Евгений Тюрнев  | 4-6 6-3 [6-10]     |
| 5. | 3 июня 2018     | Андижан, Узбекистан  | Хард       | Константин Кравчук | Сергей Бетов Ярослав Шило             | 4-6 6-7(2)         |
| 6. | 10 июня 2018    | Наманган, Узбекистан | Хард       | Константин Кравчук | Хумаюн Султанов Санжар Файзиев        | 6-7(6) 7-5 [8-10]  |
| 7. | 4 ноября 2018   | Тэйнинь, Вьетнам     | Хард       | Ли Хоанг Нам       | Фрэнсис Алькантара Маркус Эрикссон    | 7-5 4-6 [7-10]     |

## Победы над теннисистами из топ-10
- Сафиуллин имеет результат 3-6 (33,3%) против игроков, которые на момент проведения матча входили в десятку лучших.

По состоянию на 3 ноября 2023 года
| Сезон | 2022 | 2023 | Всего: |
| ----- | ---- | ---- | ------ |
| Побед | 1    | 2    | 3      |

| №    | Игрок            | Рейтинг | Турнир                                    | Покрытие   | Этап      | Счёт     | Рейтинг Сафиуллина |
| 2022 | 2022             | 2022    | 2022                                      | 2022       | 2022      | 2022     | 2022               |
| ---- | ---------------- | ------- | ----------------------------------------- | ---------- | --------- | -------- | ------------------ |
| 1.   | Стефанос Циципас | 4       | Open 13 Provence Марсель, Франция         | Хард (зал) | 1/4       | 6–4, 6–4 | 163                |
| 2023 |                  |         |                                           |            |           |          |                    |
| 2.   | Александр Зверев | 10      | Rolex Shanghai Masters 2023 Шанхай, Китай | Хард       | 2-й раунд | 6–3, 6–1 | 50                 |
| 3.   | Карлос Алькарас  | 2       | Rolex Paris Masters 2023 Париж, Франция   | Хард (зал) | 2-й раунд | 6–3, 6–4 | 45                 |